# Sauzé-Vaussais
Sauzé-Vaussais ist eine ehemalige französische Gemeinde mit 1.497 Einwohnern (Stand: 1. Januar 2022) im Département Deux-Sèvres in der Region Nouvelle-Aquitaine. Sie gehörte zum Arrondissement Niort. Die Bewohner werden Sauzéens und Sauzéennes genannt.
Der Erlass der Präfektin vom 16. Oktober 2024 legte mit Wirkung zum 1. Januar 2025 die Eingliederung von Sauzé-Vaussais als Commune déléguée zusammen mit den früheren Gemeinden Caunay, Montalembert, Pers und Pliboux zur Commune nouvelle Sauzé-entre-Bois fest.

## Geografie

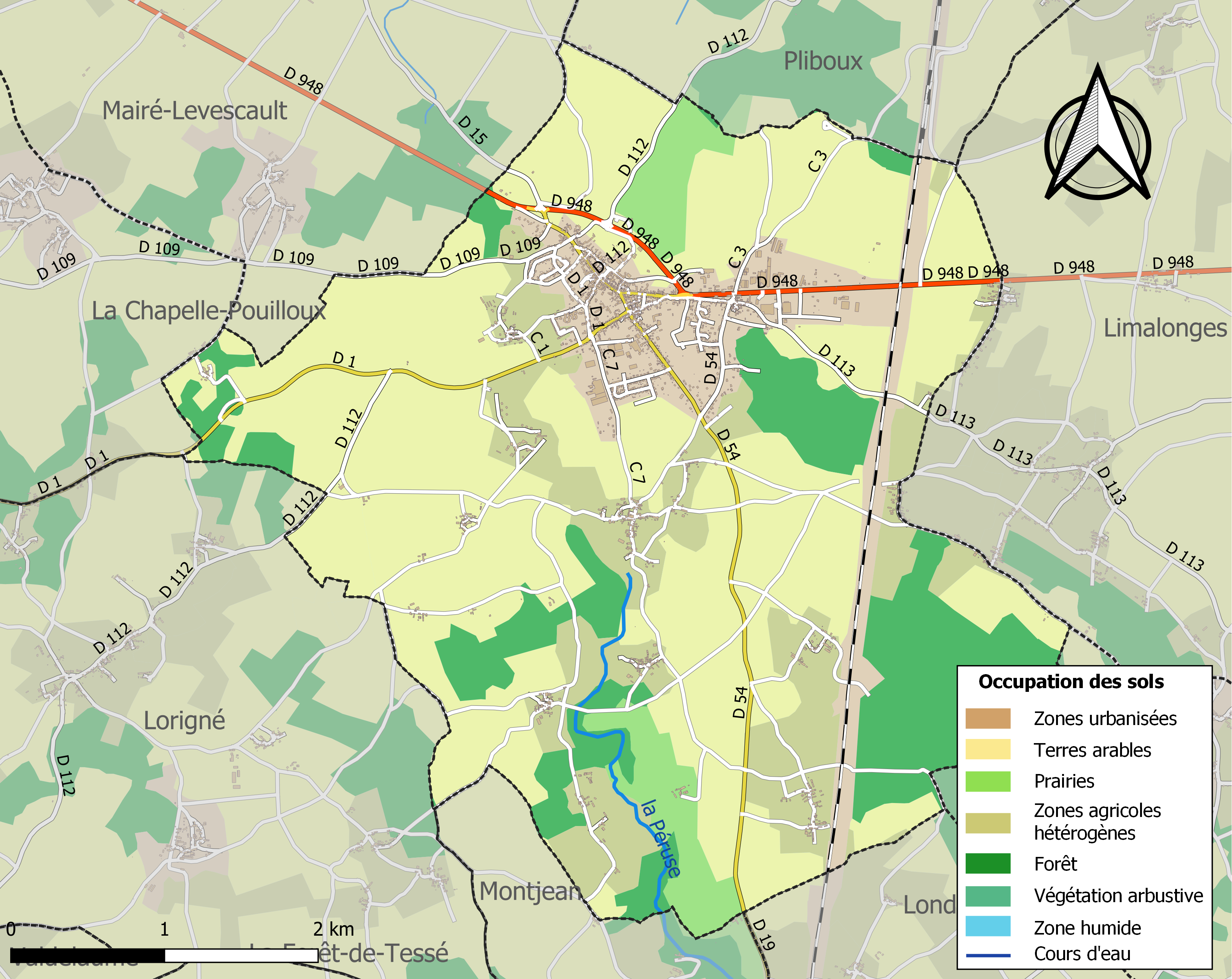
Bodennutzung, Hydrografie und Infrastruktur von Sauzé-Vaussais (2018)

Sauzé-Vaussais liegt etwa 49 Kilometer ostsüdöstlich von Niort, etwa 53 Kilometer südsüdwestlich von Poitiers und etwa 54 Kilometer nördlich von Angoulême an der Grenze zum benachbarten Département Charente in der historischen Provinz des Poitou. Der Ort befindet sich im Einzugsgebiet der Charente und wird von der Péruse entwässert, die hier entspringt. Das Zentrum befindet sich auf einer Höhe von etwa 143 m. Das Relief des Ortsgebiets ist flach bis leicht hügelig, wobei sich im Osten ein flacher Höhenzug erhebt, an dem mit 187 m die maximale Höhe von Sauzé-Vaussais gemessen wird. Die minimale Höhe von 117 m liegt im Süden beim Austritt der Péruse aus dem Ortsgebiet.
Rund 73 % der Fläche von Sauzé-Vaussais werden landwirtschaftlich, hauptsächlich als Kulturboden genutzt, 15 % sind bewaldet, 6 % entfallen auf bebaute Flächen, rund 6 % auf Industrie-, Gewerbe- und Verkehrsflächen (Stand: 2018).
Umgeben wird Sauzé-Vaussais von der Commune déléguée Pliboux im Norden, der Nachbargemeinde Limalonges im Osten, der Commune déléguée Montalembert im Südosten sowie von den Nachbargemeinden Londigny und Montjean (beide Département Charente) im Süden, Lorigné im Südwesten, La Chapelle-Pouilloux im Westen sowie Mairé-Levescault im Nordwesten.

## Bevölkerungsentwicklung
| Jahr                       | 1962 | 1968 | 1975 | 1982 | 1990 | 1999 | 2006 | 2013 | 2020 |
| -------------------------- | ---- | ---- | ---- | ---- | ---- | ---- | ---- | ---- | ---- |
| Einwohner                  | 1642 | 1688 | 1728 | 1738 | 1755 | 1661 | 1640 | 1613 | 1505 |
| Quellen: Cassini und INSEE |      |      |      |      |      |      |      |      |      |

## Sehenswürdigkeiten

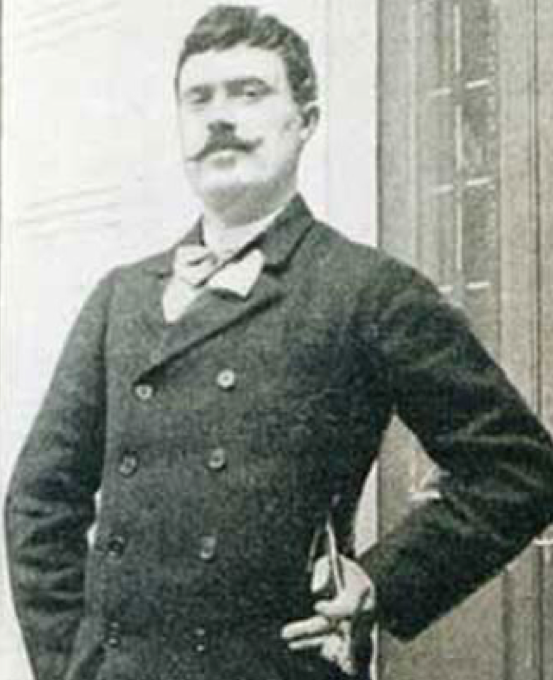
Léon Deschamps auf einem Foto vor 1899 erstellt

- Romanische Kirche Saint-Junien in Vaussais aus dem 12. Jahrhundert, wobei von dieser Zeit nur die rechteckige Apsis und das mit einer Kuppel gedeckte Querschiff erhalten ist. Sie ist seit 1907 als Monument historique klassifiziert.
- Kirche Sainte-Radegonde in Sauzé
- Herrenhaus von Le Puy d’Anche
- Taubenschlag
- Uhrenturm von 1840
- Markthalle

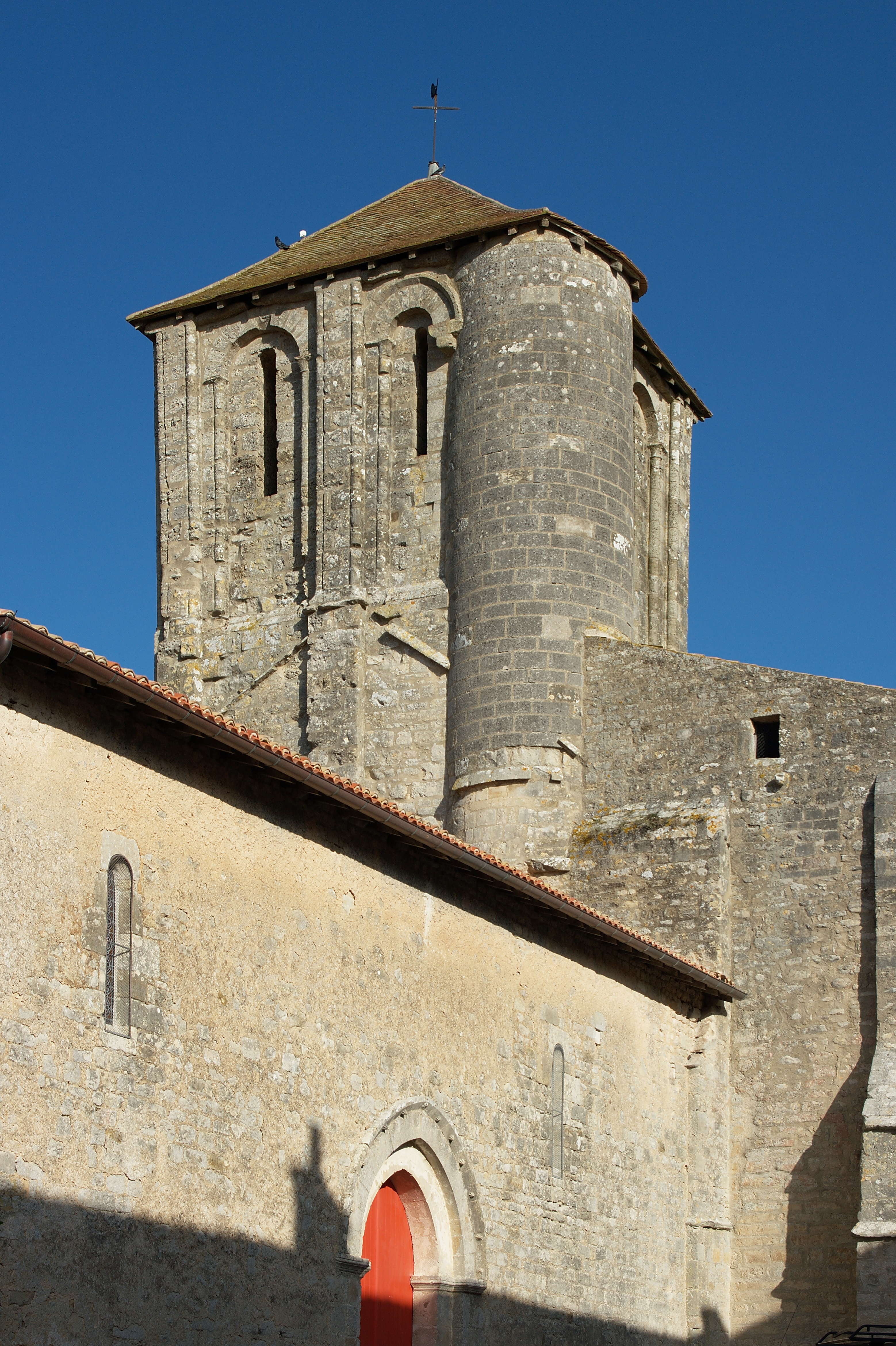
Kirche Saint-Junien
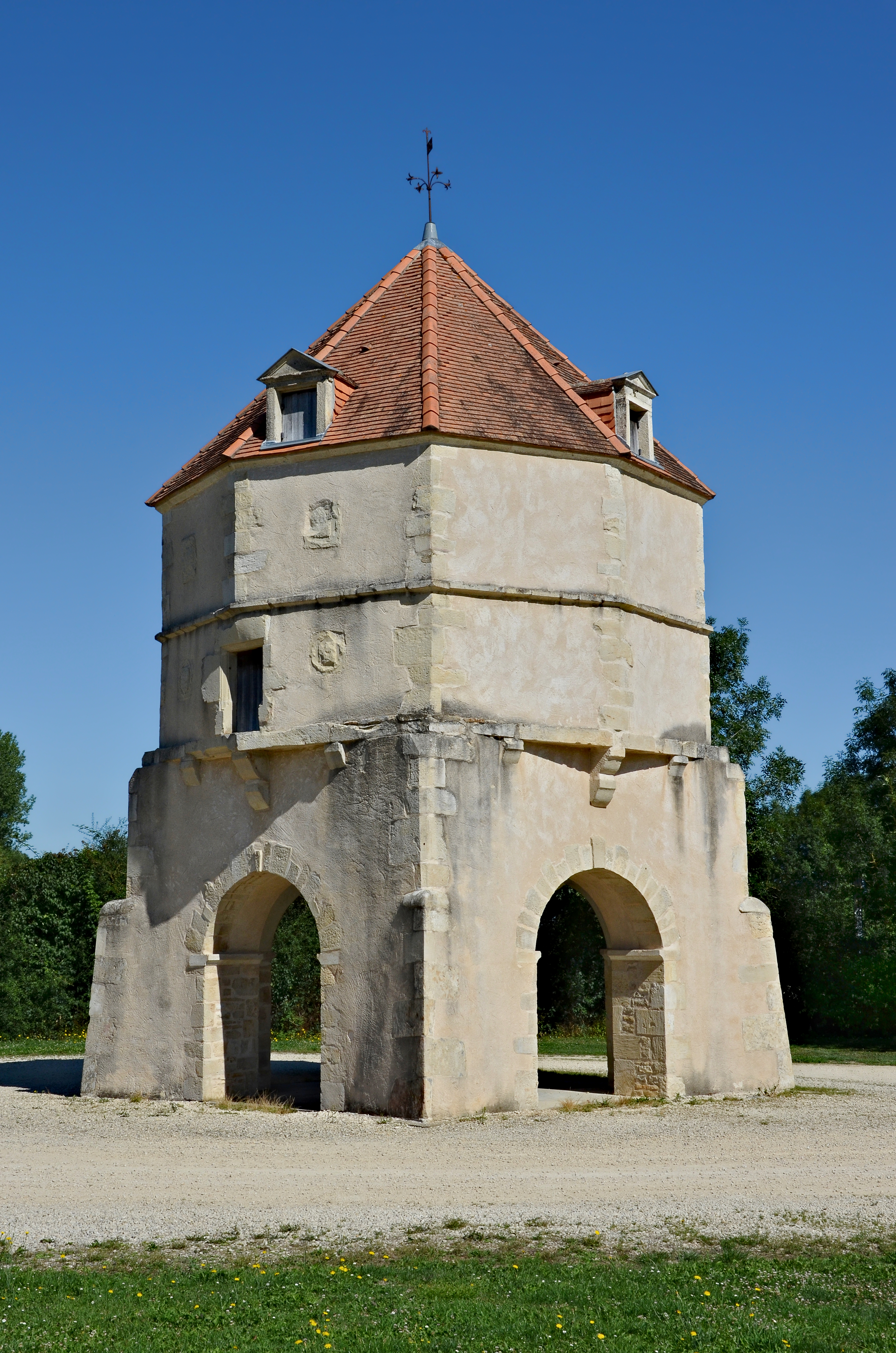
Taubenschlag
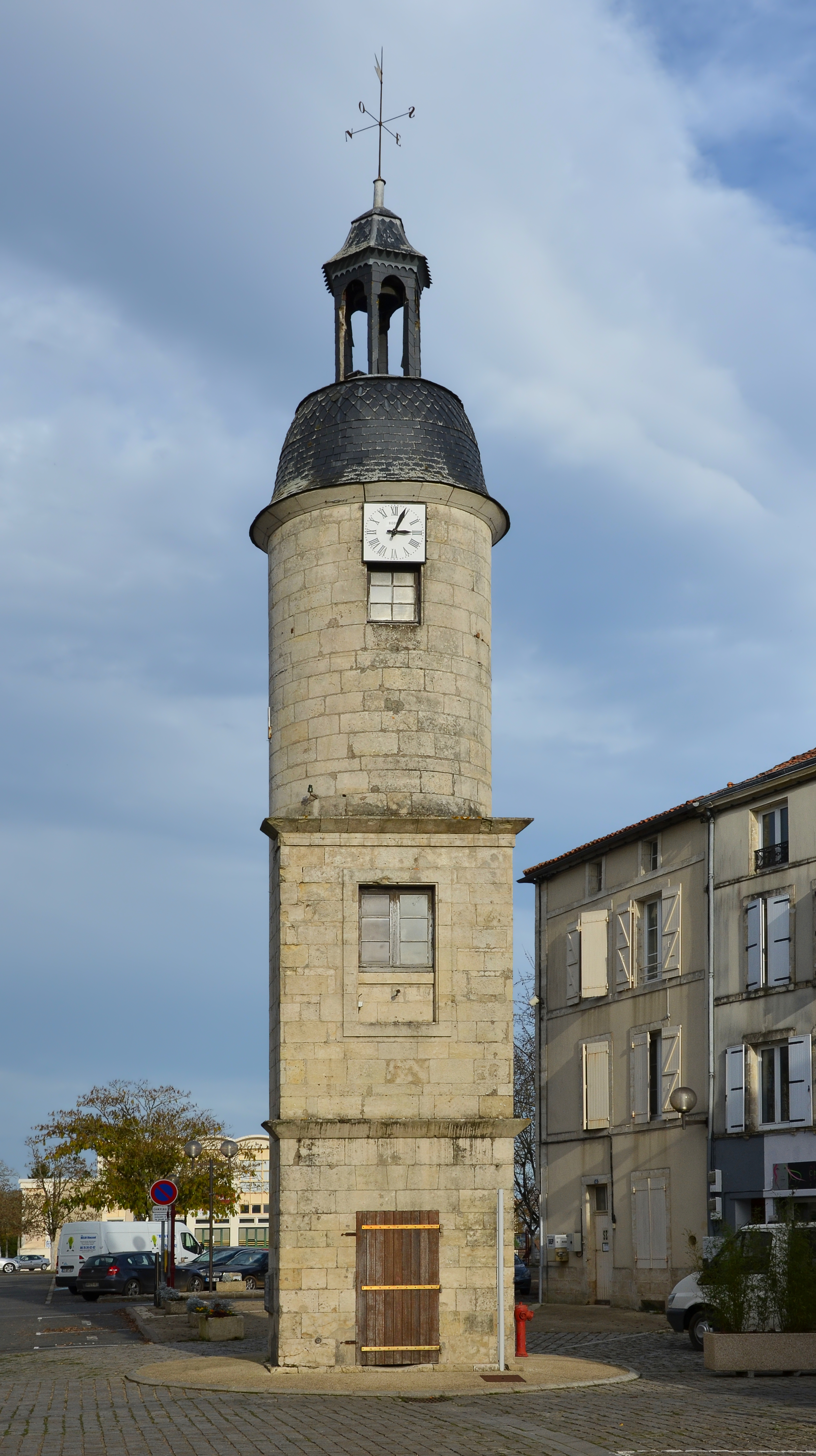
Uhrenturm

## Persönlichkeiten
- Léon Deschamps (1863–1899), französischer Romancier, Literaturkritiker, Begründer der literarischen Zeitschrift La Plume, in Sauzé-Vaussais geboren